# Agony (Nervosa)
Agony è il secondo album in studio del gruppo thrash metal brasiliano Nervosa, pubblicato il 4 giugno 2016 dalla Nuclear Blast.

## Tracce
1. Arrogance – 3:08
2. Theory of Conspiracy – 4:17
3. Deception – 3:54
4. Intolerance Means War – 3:29
5. Guerra Santa – 2:52
6. Failed System – 3:42
7. Hostages – 3:25
8. Surrounded by Serpents – 4:32
9. Cyberwar – 3:02
10. Hypocrisy – 4:28
11. Devastation – 3:32
12. Wayfarer – 6:17

## Formazione
- Fernanda Lira – voce, basso
- Prika Amaral – chitarra, cori
- Pitchu Ferraz – batteria